# Scathophaga foetulecta
Scathophaga foetulecta är en tvåvingeart som först beskrevs av Seguy 1966.  Scathophaga foetulecta ingår i släktet Scathophaga och familjen kolvflugor. Inga underarter finns listade i Catalogue of Life.